# Peucedanum cervariifolium
Peucedanum cervariifolium là một loài thực vật có hoa trong họ Hoa tán. Loài này được C.A. Mey. miêu tả khoa học đầu tiên.